# Santa Marina Salina
Santa Marina Salina a Tirrén-tengerben, Szicíliától északra elhelyezkedő Lipari-szigetek Salina nevű tagjának egyik települése. A kisváros az olaszországi Szicília régió Messina megyéjének része, és közigazgatási szempontból önálló.
Santa Marina Salina a sziget keleti tengerpartján található a Monte Fossa delle Felci (962 m) nevű kialudt vulkáni kúp lábánál. Santa Marina Salinához tartozik a sziget délkeleti csücskében fekvő Lingua településrész is. A két önálló igazgatású szomszédos település a szintén a Salina-szigeten lévő Malfa és Leni.
A kisváros 835 fős lakossága elsősorban a turizmusból él, de a mai napig fontos bevételi forrás a halászat és a kapribogyó-termelés is. A 19. század végéig a sókitermelésnek is fontos szerepe volt a sziget gazdasági életében, nevét is erről kapta. A magas sótartalmú tó (Laghetto di Lingua) ma is látható Santa Marina Salinától délre. Itt létesült a sziget fő kikötője, ahova Messina és Milazzo felől naponta futnak be a kompok és szárnyashajók.
A népesség alakulása